# Vilcey-sur-Trey
Vilcey-sur-Trey ist eine französische Gemeinde mit 147 Einwohnern (Stand: 1. Januar 2022) im Département Meurthe-et-Moselle in der Region Grand Est (bis 2015 Lothringen). Die Gemeinde gehört zum Arrondissement Toul und zum Kanton Le Nord-Toulois. 

## Geografie
Vilcey-sur-Trey liegt etwa 26 Kilometer südsüdöstlich von Metz im Regionalen Naturpark Lothringen. Umgeben wird Vilcey-sur-Trey von den Nachbargemeinden Prény im Norden und Nordosten, Vandières im Nordosten, Villers-sous-Prény im Osten, Norroy-lès-Pont-à-Mousson im Osten und Südosten, Fey-en-Haye im Süden, Thiaucourt-Regniéville im Südwesten und Westen sowie Viéville-en-Haye im Westen.

## Bevölkerungsentwicklung
| Jahr                       | 1962 | 1968 | 1975 | 1982 | 1990 | 1999 | 2006 | 2019 |
| Einwohner                  | 158  | 182  | 153  | 166  | 153  | 155  | 166  | 154  |
| Quellen: Cassini und INSEE |      |      |      |      |      |      |      |      |

## Sehenswürdigkeiten
- Kirche Saint-Martin aus dem 18. Jahrhundert
- Prämonstratenser-Kloster Sainte-Marie-aux-Bois, um 1150 erbaut

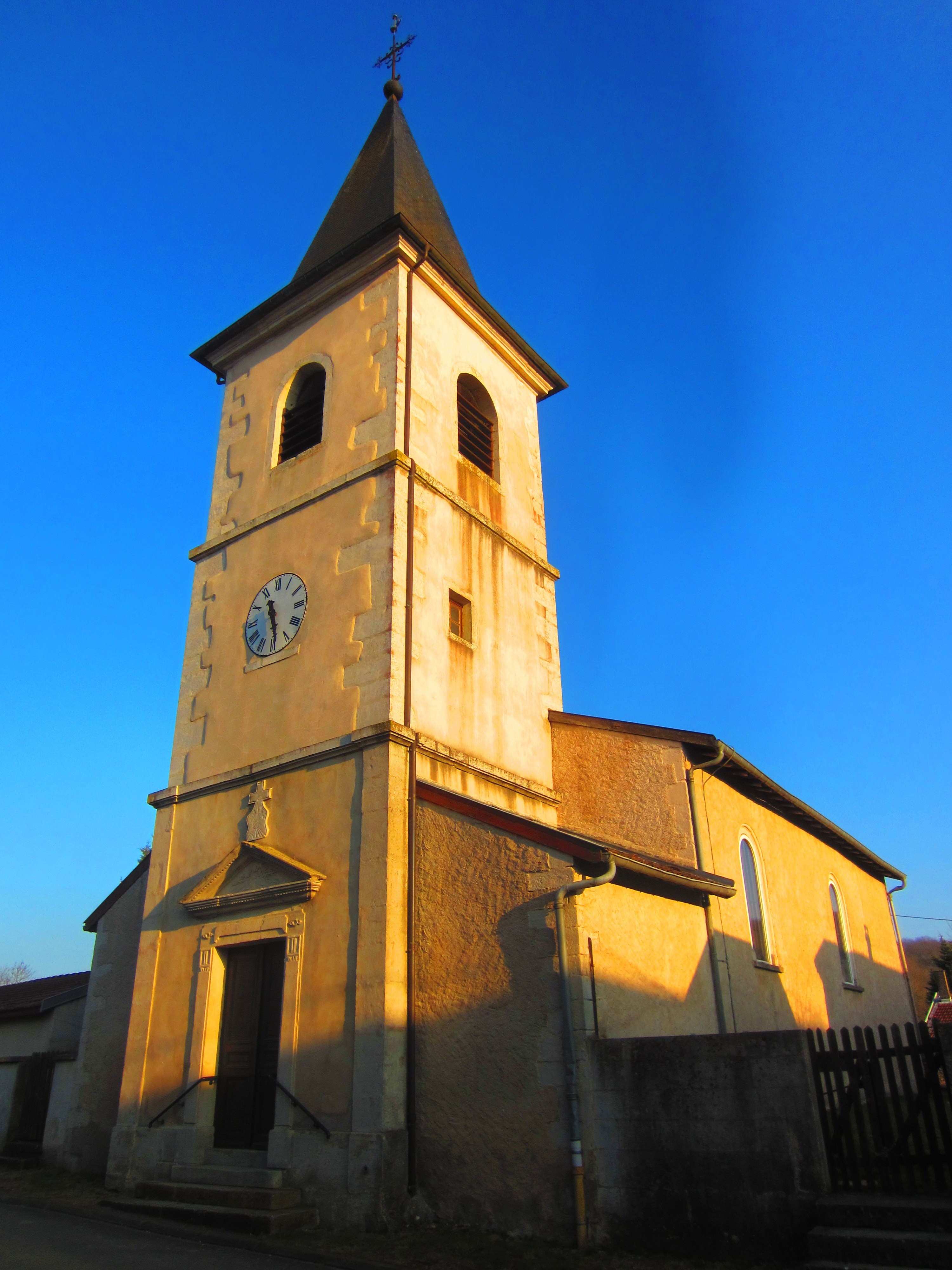
Kirche Saint-Martin
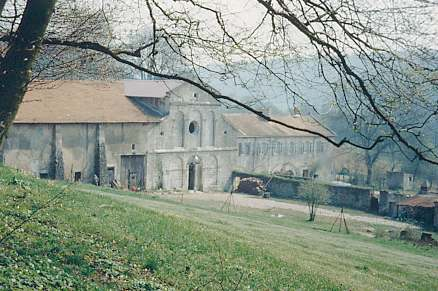
Kloster Sainte-Marie-aux-Bois